# 木こりの歌
「木こりの歌」（きこりのうた、The Lumberjack Song）はテレビ番組『空飛ぶモンティ・パイソン』第1シリーズ第9話の中で放送されたスケッチ、およびスケッチ内に登場する歌である。その後、モンティ・パイソンにより何度も使用されていて（テレビ、映画、舞台とLP）、またその都度違う始まり方であり内容は若干違う。
歌としての「木こりの歌」はモンティ・パイソンのメンバーであるテリー・ジョーンズとマイケル・ペイリンにより作詞され、音楽家のフレッド・トムリンソンにより作曲されている。

## スケッチの内容
共通のテーマは、男役（マイケル・ペイリン）が自分の仕事に満足できず、「僕はこの仕事はしたくなかったんだ。僕は…木こりになりたかったんだ!」と打ち明ける。そして熱狂的に木こりの生活の素晴らしさを伝えようとする。「木々を飛び越え……」など。
男は自分の着ていたシャツを脱ぎ、赤いフランネルの木こりらしいシャツ姿になる。ステージ背景には松の森が出現、木こりである事の素晴らしさについて歌いはじめる。なんとカナダの騎馬警察の装いをした男性の歌い手の集団（モンティ・パイソンのメンバーの他、パイソンズと頻繁に仕事をした合唱グループで、曲の作曲者であるトムリンソン率いる「フレッド・トムリンソン・シンガーズ」も参加している）のバックコーラスまで登場。
最初はまともな木こりを歌っていたが、歌が続くに従って興奮してきた木こりは段々と女装趣味を露呈してくる（「女装して夜のバーをうろつく」、「ハイヒール、サスペンダーにブラつけて」、など）。騎馬警察隊は困惑しはじめ、ついには愛想を尽かして退場してしまう。
TV版『空飛ぶモンティパイソン』のスケッチにおける歌詞では、男は母親に憧れて女装を行っているが、その後のモンティ・パイソンによる映画や舞台での歌詞では、ゲイの父親に憧れて女装を行う、という歌詞へと変遷している。スケッチの続きでは、そのスケッチに激怒した男が「知り合いの木こりにはその手の趣味はそんなにいない」、と抗議文を送っている）。モンティ・パイソンでは「ゲイ」がよく語られる（ゲイの軍人、裁判官、サッカー選手など）。

## トリビア
- TVシリーズでは、ペイリン演じる理容師のもとへ、ジョーンズ演じる紳士が現れる筋書きとなっている。ペイリンの手や洗面台が血まみれであったり、剃刀へ過剰に反応していること、彼が修行を積んだ理容学校がトットネス（英語版）にあることなどは、『スウィーニー・トッド』伝説を想起させるものである。[1]
- TVシリーズで木こりに惚れる女性を演じているのは、当時ジョン・クリーズと結婚していたコニー・ブースである。舞台版ではキャロル・クリーヴランドが演じることもある[2]。

## その後の「木こりの歌」
そのテンポの良さと、歌詞の面白さからモンティ・パイソンが歌った歌のなかでも取り分け有名になった。『空飛ぶモンティ・パイソン ドイツ版』でペイリンはこの曲をドイツ語で歌唱している（騎馬警察はオーストリア国境警察に変更され、木こりのあこがれの対象も母ではなくヴァルター叔父さんである）。尚ここで歌われるのは、ドイツ民謡風にアレンジがされたものである。映画『モンティ・パイソン・アンド・ナウ』では「死んだオウム」の店員が木こりになった。
ライブでもラストを飾る曲として定番となっているが、ハリウッド・ボウル公演のように、ペイリンではなくエリック・アイドルが木こりを演じているバージョンも存在する。『Monty Python Live at Drury Lane』（1974年）では「選挙スペシャル」、『Monty Python Live at City Center』（1976年）と『モンティ・パイソン・ライブ・アット・ザ・ハリウッド・ボウル』（1980年）では「教会警察」が直前のスケッチである。
最近では、元ビートルズのメンバー、ジョージ・ハリスンの一周忌追悼コンサート「コンサート・フォー・ジョージ」（2002年）で同曲をペイリンが披露している。同コンサートでは、バックコーラスの森林警備隊役でパイソンズの他アメリカ人俳優のトム・ハンクスが一日限りの特別メンバーとして参加している。
『ライフ・オブ・ブライアン』を元にしたコメディオペラ『ノット・ザ・メシア』（2009年）のラストでも、物語とは関係なく演じられた。ピラト総督役のペイリンが突然服を脱ぎすてこの曲を歌った。
パイソンズの最後のライブ『モンティ・パイソン 復活ライブ!』（2014年）では前半の半ばで演じられた。直前のスケッチは「職業カウンセラー」である。